# Selkäsaari (ö i Södra Savolax, S:t Michel, lat 61,81, long 26,57)
Selkäsaari är en ö i Finland. Den ligger i sjön Puula och i kommunen Hirvensalmi i den ekonomiska regionen  S:t Michel och landskapet Södra Savolax, i den södra delen av landet, 200 km norr om huvudstaden Helsingfors. Öns area är 19,7 hektar och dess största längd är 0,9 kilometer i nord-sydlig riktning.